# Gales do Sul
Gales do Sul  (em galês:  De Cymru) é a região do País de Gales delimitada pela Inglaterra e o Canal de Bristol , a leste e sul, e Meados do país de Gales e a Oeste do país de Gales para o norte e oeste. É o mais povoado da região, no sudoeste do Reino Unido, que é o lar de cerca de 2,2 milhões de pessoas. A região contém quase três quartos da população do país de Gales, incluindo a capital, cidade de Cardiff (população de aproximadamente 400.000), bem como Swansea e Newport, com populações de aproximadamente 250.000 150.000, respectivamente. O Brecon Beacons parque nacional abrange cerca de um terço de Gales do Sul, contendo Caneta e Fã, a montanha mais alta do sul de Snowdonia.
A região é vagamente definida, mas é geralmente considerada o histórico municípios de Glamorgan e Monmouthshire, às vezes estendendo-se para oeste, para incluir Carmarthenshire e Pembrokeshire. No oeste medida, do Swansea oeste, locais, pessoas, provavelmente, reconhecem que viviam no sul do país de Gales e a oeste do país de Gales — existe uma considerável sobreposição em um pouco estes limites artificiais. Áreas ao norte do Brecon Beacons e Montanhas negras são geralmente considerados parte de Meados do país de Gales.

## Definições
A expressão "do sul do país de Gales" não está oficialmente definida, e o seu significado mudou ao longo do tempo.
Entre o Estatuto de Rhuddlan de 1284 e as Leis do país de Gales a Lei de 1535, coroa de terra no país de Gales, formou o Principado de Gales. Este foi dividido em um Principado de Gales do Sul e um Principado do Norte do país de Gales. O sul do principado foi composta dos municípios de Ceredigion e Carmarthenshire, áreas que anteriormente tinha sido parte o país de gales reino de Deheubarth ("o sul da terra"). A responsabilidade legal por esta área está nas mãos do chefe de justiça do país de Gales Sul, com base em Carmarthen. Outras partes do "sul do país de Gales" estão nas mãos de várias Marcher Senhores.
As Leis no país de Gales Atos 1542 criado o Tribunal de Grande Sessões no país de Gales , com base em quatro legal circuitos. O Brecon circuito serviu os municípios de Brecknockshire, Radnorshire e Glamorgan , enquanto o Carmarthen circuito servido Cardiganshire, Carmarthenshire e Pembrokeshire. Monmouthshire, foi anexado o Oxford circuito para fins judiciais. Estes sete condados do sul foram, portanto, diferenciadas a partir de seis condados do norte do país de Gales.
O Tribunal de Grande Sessões chegou ao fim em 1830, mas os municípios sobreviveram até a Lei do Governo Local de 1972, que entrou em operação em 1974. A criação do concelho de Powys mescladas norte do condado (Montgomeryshire) com dois sul (Breconshire e Radnorshire).
Existem, portanto, diferentes conceitos de Gales do sul. Glamorgan e Monmouthshire, geralmente são aceitas por todos, como sendo, em Gales do sul. Mas o status de Breconshire ou Carmarthenshire, por exemplo, é mais discutível. No oeste médio, do Swansea, em direção ao oeste, o local, as pessoas podem sentir que eles vivem no sul do país de Gales e a oeste do país de Gales. Áreas ao norte do Brecon Beacons e Montanhas negras são, geralmente, consideradas em Meados do país de Gales.
Um outro ponto de incerteza é se o primeiro elemento do nome deve ser em maiúsculas: "south Wales" ou "do Sul do país de Gales". Como o nome é uma expressão geográfica, ao invés de incluir uma área específica, com limites bem definidos, guias de estilo, como os da BBC e O Guardião, use o formulário 'do sul do país de Gales.

## População
A área mais povoada da região, no sudoeste do Reino Unido, é lar de cerca de 2,2 milhões de pessoas. A região contém quase três quartos da população do país de Gales, incluindo a capital, cidade de Cardiff (população de aproximadamente 400.000), bem como Swansea e Newport, com populações de aproximadamente 250.000 150.000, respectivamente. O Brecon Beacons parque nacional abrange cerca de um terço de Gales do Sul, contendo Caneta y Fã, a montanha mais alta do sul de Snowdonia.

## História
No sul do País de Gales, os vales, terras altas e cumes de montanhas eram umas áreas rurais muito conhecidas por seus vales de rios e florestas antigas e elogiados pelos românticos poetas como William Wordsworth, bem como poetas da língua Galesa, embora os interesses dos santos dos últimos fixar mais na sociedade e na cultura do que na evocação da paisagem natural. Este ambiente natural alterado para uma medida considerável durante o início da Revolução Industrial , quando o Glamorgan e Monmouthshire áreas de vale foram explorados por carvão e ferro de engomar. Na década de 1830, centenas de toneladas de carvão estavam sendo transportados em barcaças para os portos, em Cardiff e Newport. Na década de 1870, o carvão era transportado por transporte ferroviário de redes para Newport Docas, no momento em que a maior exportação de carvão docas do mundo, e por volta da década de 1880 carvão estava sendo exportado a partir de Barry, Vale of Glamorgan.
O Marquês de Bute, que era dono de grande parte das terras norte do Cardiff, construiu um comboio a vapor do sistema na sua terra, que se estendia a partir de Cardiff, em muitas das Gales do Sul, Vales, onde o carvão estava sendo encontrado. Lord Bute, em seguida, taxas cobradas por tonelada de carvão, que foi transportado para fora, usando o seu caminhos de ferro. Com a mineração de carvão e de ferro, fundição de ser o principais negociações de Gales do sul, muitos milhares de imigrantes da região de Midlands, Escócia, Irlanda, Cornwall e até mesmo a Itália veio e o conjunto de casas a fincar raízes na região. Muitos vieram de outras áreas de mineração de carvão como Somerset, a Floresta de Dean, em Gloucestershire, e o estanho minas da Cornualha , tais como Geevor Mina de Estanho, como um grande, mas experientes e dispostos porque a força de trabalho era necessário. Apesar de alguns migrantes esquerda, muitos se estabeleceram e, estabelecida no Sul do país de Gales Vales entre Swansea e Abergavenny como comunidades de idioma inglês com uma identidade única. Industrial, os trabalhadores eram alojados em cabanas e casas geminadas perto das minas e fundições em que eles trabalhavam. O grande afluxo ao longo dos anos causou superlotação, o que levou a um surto de Cólera, e na social e cultural, há quase perda da língua Galesa na área.
A década de 1930 inter guerra Grande Depressão no Reino Unido viu a perda de quase metade das minas de carvão no Sul do país de Gales jazigo de carvão, e o seu número diminuiu ainda mais nos anos seguintes à II Guerra Mundial. Este número é muito baixo, seguindo o reino UNIDO greve dos mineiros (1984-85), e o último 'tradicional' profundo do eixo minas, Torre de Mina de carvão, fechada em janeiro de 2008.
Apesar da intensa industrialização da mineração de carvão vales, muitas partes da paisagem do Sul do país de Gales, como o superior Neath vale, o Vale de Glamorgan e os vales do Rio Usk e Rio Wye permanecem nitidamente belas e bem preservadas e foram designados Sítios de Especial Interesse Científico. Além disso, muitos de uma vez fortemente industrializados sites têm revertido para o deserto, alguns fornecido com uma série de pistas para ciclistas e outras amenidades ao ar livre. Grandes áreas de florestas e charnecas, também, contribuir para a amenidade da paisagem.

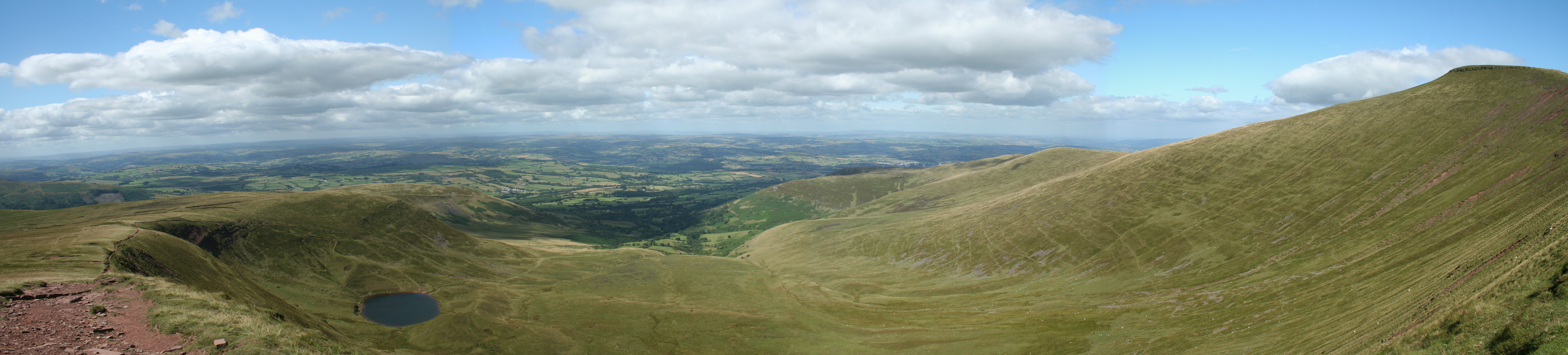
Vista para o norte, para Cwm Llwch de Milho Du, em Brecon Beacons

### Industrialização nos séculos XIX e XX
Merthyr Tydfil (em galês:  Merthyr Tudful) cresceu em torno da Dowlais de Ferro , que foi fundada para explorar localmente abundantes jazidas de minério de ferro, e em tempo tornou-se a maior cidade produtora de ferro do mundo. Novas minas de carvão foram afundados nas proximidades para alimentar os fornos e em vez produzido o carvão para exportação. Pelo censo de 1831, a população de Merthyr foi de 60.000, mais na hora de Cardiff, Swansea e Newport combinado—e seus setores incluídos minas de carvão, obras de ferro, cabo de fábrica, motor de galpões e ramais e muitos outros. A cidade foi também o local de nascimento de Joseph Parry, compositor da canção Myfanwy.
Os Chefes dos Vales cidades, incluindo Rhymney, Tredegar e Ebbw Vale, deveu-se a revolução industrial, a produção de carvão, minérios metálicos e, mais tarde, de aço.
Aberfan: O Merthyr Vale mina começou a produzir carvão em 1875. Estragar a partir da mina de funcionamento foi empilhada nas colinas perto da aldeia que cresceu nas redondezas. O tombamento passou até a década de 1960. A indústria foi então nacionalizada, mas mesmo o National Coal Board falha ao apreciar o perigo que criou. Em outubro de 1966, a forte chuva fez a gigante de carvão dica instável. A recente deposição de pequenas partículas de carvão e cinzas, conhecido como "rejeitos" parece ter sido parcialmente responsável. Um Predefinição:Convert/LoffAoffDbSmid preto onda rasgou downhill em todo o Glamorganshire Canal e varreu casas no seu caminho para a escola da aldeia. 114 crianças e 28 adultos foram mortos.
O Rhondda Vales (Rhondda Fach e Rhondda Fawr) alojados cerca de 3.000 pessoas em 1860, mas, até 1910, a população tinha disparado para 160.000. O Rhondda tinha-se tornado o coração de uma enorme Gales do Sul indústria de carvão. Mineração de acidentes abaixo do solo foram comuns e, em 1896, cinquenta e sete homens e rapazes foram mortos em uma explosão de gás no Tylorstown Mina de carvão. Um inquérito concluiu que o poço envolvidos não tinham sido devidamente inspecionado nos últimos 15 meses.
Ebbw Vale, o vale do Ebbw Rio que se estende desde a cidade de Ebbw Vale a Newport, inclui a mineração de cidades e aldeias de Newbridge, Risca, Crumlin, Abercarn e Cwmcarn. O Carbonífero Preto Veia filões de carvão na área leigos cerca de 900 pés (275 metros) abaixo da superfície e a atividade de mineração associada a ele foi responsável por muitas trágicas explosões subsuperficiais, telhado cai e acidentes de mineração.
Agora os Vales' pesado passado industrial é sobreposto com a regeneração urbana, turismo e multi-nacionais de investimento. Grandes unidades fabris, vazio ou, se virou para o uso de varejo, testemunham a falta de sucesso na substituição de antigas indústrias.

## Idioma

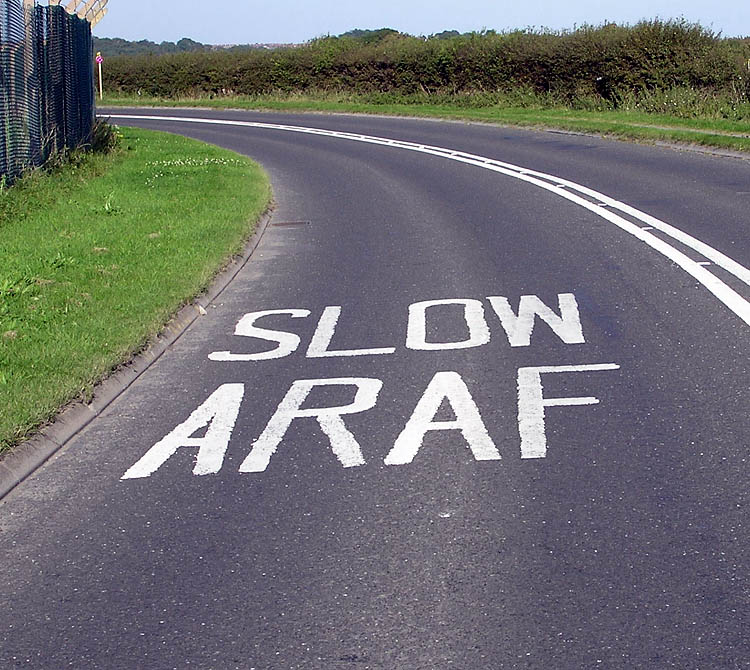
Bilingue as marcações da estrada perto de Aeroporto de Cardiff, Vale of Glamorgan

A língua materna da maioria das pessoas no Sul do país de Gales está em inglês, mas há muitos que também falam o Galês. Na parte ocidental de Glamorgan, particularmente o Baixo e Swansea Vales, permanecem significativas Galês comunidades de língua, tais como Ystradgynlais e Ystalyfera, que partilham uma herança com outros ex-antracite áreas de mineração no leste Carmarthenshire, tanto quanto com o Glamorgan vales.
O local de gíria, dialeto e frases do sul do país de Gales vales comunidades têm sido referidos como 'Wenglish', e são muitas vezes utilizados com efeito cômico. O dialeto é encontrado em cidades costeiras como Barry, como destaque na série de comédia da BBC, Gavin & Stacey.
O galês é agora obrigatória língua de até GCSE nível para todos os estudantes que iniciam sua educação no país de Gales. Várias escolas secundárias oferecendo Galês médio ensino operar nesta área, como por exemplo Ysgol Gyfun Llanhari em Pontyclun, Ysgol Gyfun Y Cymmer em Porth em Rhondda, Ysgol Gyfun Rhydywaun em Penywaun no Cynon Vale, Ysgol Gyfun Gwynllyw em Pontypool, Ysgol Gyfun Cwm Rhymni em Blackwood, Ysgol Gymraeg Plasmawr em Cardiff e Ysgol Gyfun Garth Olwg na Igreja do Povoado.
Um número significativo de pessoas de minorias étnicas, comunidades de falar um outro idioma como primeira língua, particularmente, em Cardiff, e Newport. Comumente línguas faladas em algumas áreas incluem Punjabi, Bengali, árabe, Somali e Chinês, e cada vez mais Central Europeu de línguas, tais como o polonês.
No século XIX e início do século XX houve uma vigorosa literatura e a cultura musical centrado rodada eisteddfodau. Apesar de algumas tímidas tentativas para emular esta literatura em inglês, pode-se argumentar que alguns autores parecem se conectar com a paisagem ou a tradição literária. A única exceção, até certo ponto, pode ser considerado como Dylan Thomas.

## Religião
O sul do país de Gales paisagem é marcada por inúmeras capelas, locais de culto (passado e presente) de vários Cristãos não-conformista congregações. O Batista congregação em Ilston, Gower, mudou-se para Swansea, Massachusetts, mas, após a restauração do Anglicana de adoração com o tema do Livro de Oração Comum, em 1662, vários "reunidos" igrejas sobreviveu pertencentes a Batista, Independente e Presbiteriana denominações. No século XVIII, os membros de algumas dessas congregações ficou insatisfeito com as inovações teológicas de alguns ministros treinados, e criou novas congregações como a que está em Hengoed perto de Ystrad Mynach. No mesmo século, as igrejas, por vezes, foram envolvidos na Metodista do movimento, especialmente no Groeswen e Watford perto de Caerphilly, que ambos receberam as visitas freqüentes de John Wesley A maior denominação, no entanto, tornou-se Calvinista, Metodistas (mais tarde, a Igreja Presbiteriana de Gales), cujo distintivo pedra cinza capelas pode ser visto em muitas partes.
Estes eram principalmente de língua Galesa congregações. O anglicanismo, em Gales do sul tornou-se autônomo a partir da Igreja da Inglaterra com a Igreja Galesa Act de 1914, mas o imediato desaparecimento da denominação temido na época não teve lugar na Igreja no país de Gales. Há um número de Irmãos Assembléias em Cardiff e Swansea área e Livre Presbiteriana Igrejas em Rhiwderin, perto de Newport e em Merthyr Tydfil. A comunidade católica romana, apesar de sistematicamente perseguida, sobreviveu entre os séculos XVII e XIX, especialmente em Brecon e entre a nobreza menor, como o Vaughans de Galês Bicknor, na fronteira Monmouthshire–Herefordshire. Entre os membros da origem estrangeira da tarde urbana Católica congregações foram os Bracchi, Italianos no café e trocas de serviços, muitas vezes, a partir de Bardi em Apeninos[carece de fontes?]
Pós-guerra diversidade trouxe mesquitas, especialmente em Cardiff e Newport, Sikh gurdwaras, incluindo um sobre a montanha, perto da Abercynon e um número crescente de Evangélicos e Pentecostais congregações. Estes, muitas vezes se adiciona uma forte componente internacional na vida local, como o "Pont" projecto de geminação entre Pontypridd e Mbale, Uganda, e a criação de "comércio justo" relações com os produtores primários em todo o mundo.[carece de fontes?]

## Indústria de hoje
O ex-indústrias pesadas de carvão e ferro de produção desapareceram desde as dificuldades económicas dos anos 1970, com o fechamento da década de continuar acentuadamente na década de 1980, e pelo de julho de 1985, apenas 31 minas de carvão permaneceram na região. Mais encerramentos deixou a região com apenas uma mina profunda, no início da década de 1990, e este, finalmente, fechada em janeiro de 2008, altura em que ele tinha sido transferido para a propriedade privada depois de ser vendido para fora pela National Coal Board.
Estas indústrias têm desde então sido amplamente substituído por serviço do setor de indústrias.
As cidades ao longo do corredor M4 são o lar de um número de alto-perfil de blue-chip empresas como Almirante Seguro, Legal & General e o Galês baseado no Principado de Construção da Sociedade. Um grande número de telefone de chamada de centros estão localizados na região e, em particular, nos Vales área. Merthyr Tydfil é a casa principal, reino UNIDO, chamada de centro alemão de telefonia móvel da empresa, a T-Mobile. Muitos trabalhos também são disponibilizados em pequena escala e empresas familiares. é evidente a partir de relatos de contatos pessoais, além de dados oficiais, que as novas indústrias, até agora, não conseguiu lidar com a tarefa de proporcionar estabilidade de emprego para um grande número de níveis de empregabilidade de pessoas residentes na área.
A televisão e o cinema setores estão rapidamente a tornar-se uma grande indústria no Sul do país de Gales, com o desenvolvimento, pela BBC, de um vasto dedicado estúdio de produção em Nantgarw, perto de Pontypridd, para o muito bem-sucedido Médico Que série. Senhor Attenborough é pouco devido ao abrir o primeiro completamente novo estúdio de cinema no reino UNIDO em mais de cinqüenta anos. Dragão Internacional de Estúdios de Cinema, um enorme complexo localizado, ao lado da auto-estrada M4 entre Bridgend e Llantrisant, contém um grande número de cenários que já atraiu o interesse de um número de Hollywood administração e dos produtores, à procura de instalações adequadas na Europa.[carece de fontes?]

## Caminhos-de-ferro
Servido pelo Sul do país de Gales Linha Principal e associados ramos, tais como o Vale Linhas. O Intercity 125 do Trem de Alta Velocidade (TGV) introduzido pela British Rail é o esteio de serviços entre Swansea e a estação de Paddington.
Mais movimentadas estações de Cardiff Central, Cardiff Queen Street, Newport e Swansea.
A linha de Cardiff para Paddington está a ser eletrificada.

## A agricultura
Há muitas áreas dedicadas à agricultura mista , que reflectem a natureza da topografia do Sul do país de Gales. Leiteiras ainda é realizada em áreas costeiras, tais como o Gower e Vale de Glamorgan , onde há também algumas agricultura, produção. Interior hill fazendas seria dedicada a ovelha.

## Galeria

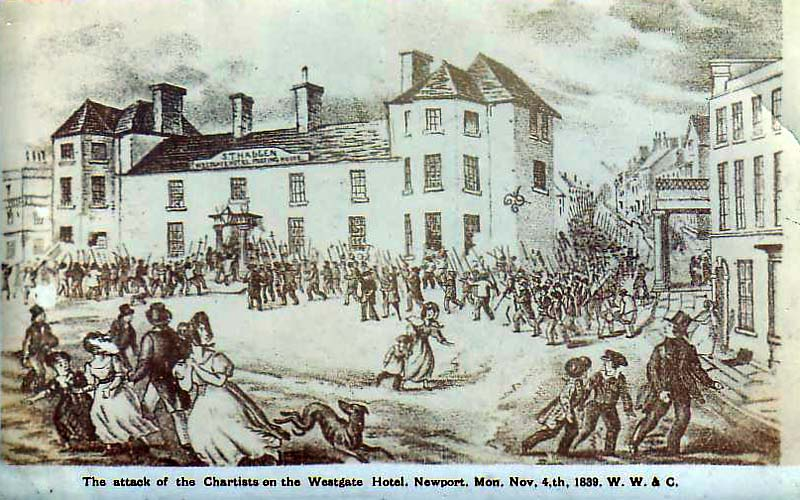
A paisagem do Vale de Glamorgan
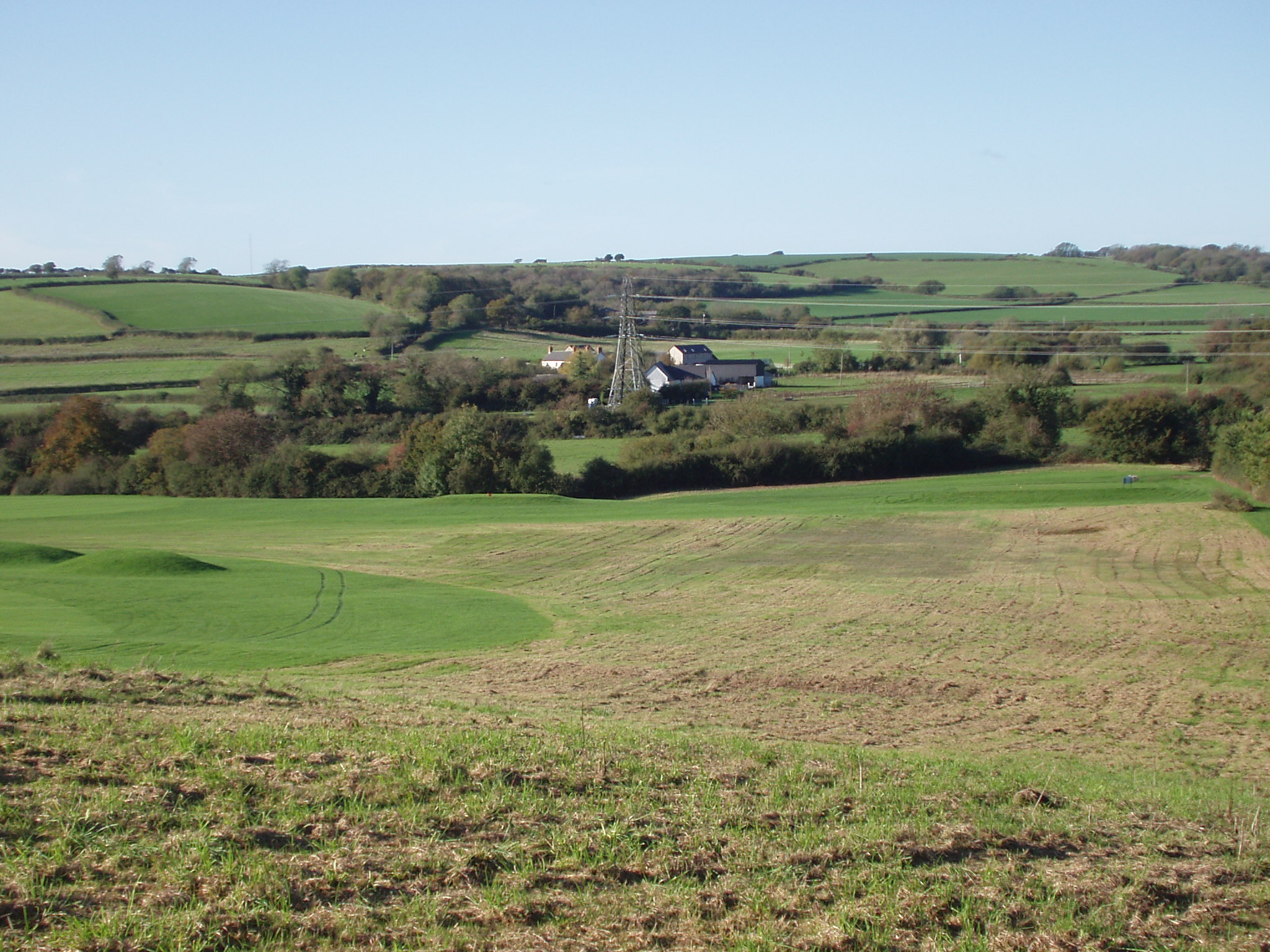
Seção do sul-oriental de Cardiff horizonte
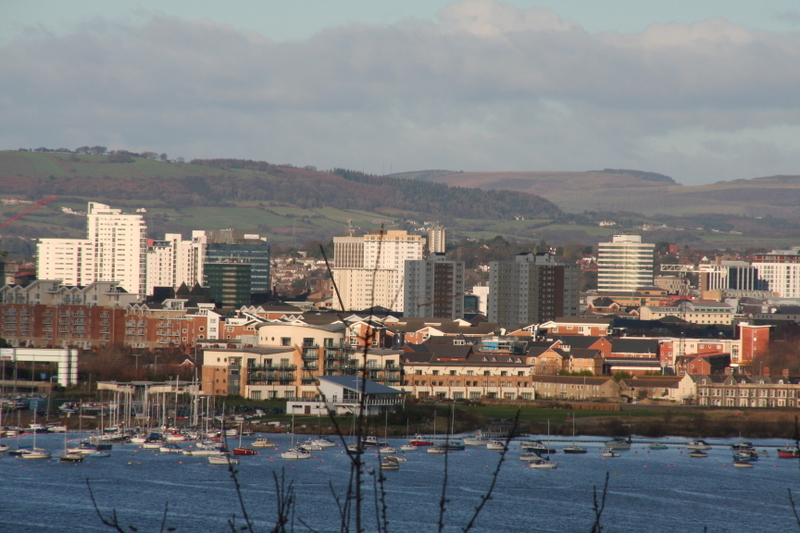
Western Central de Cardiff, a partir de Cardiff Olho (60m país de Gales Roda), Cardiff
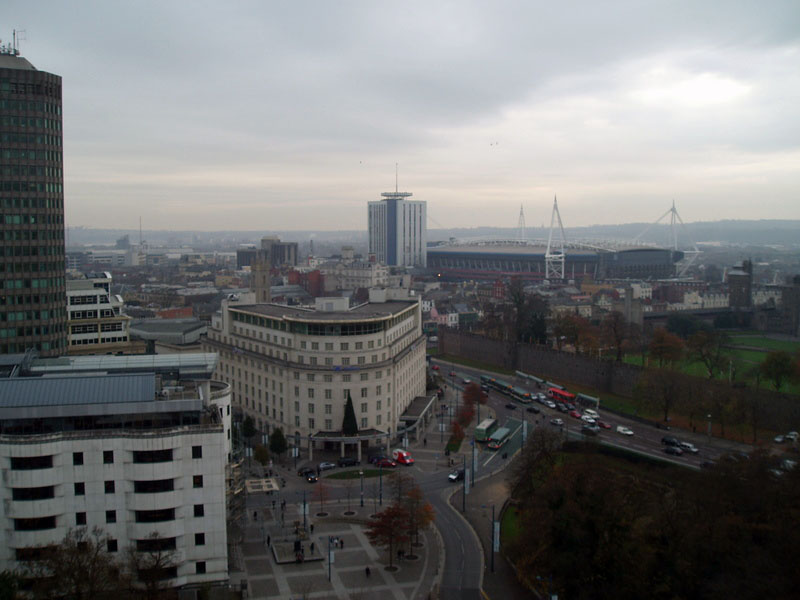
O Big Pit-Museu Nacional de Carvão em Blaenavon – exibindo do Sul do país de Gales econômica passado na mineração de carvão
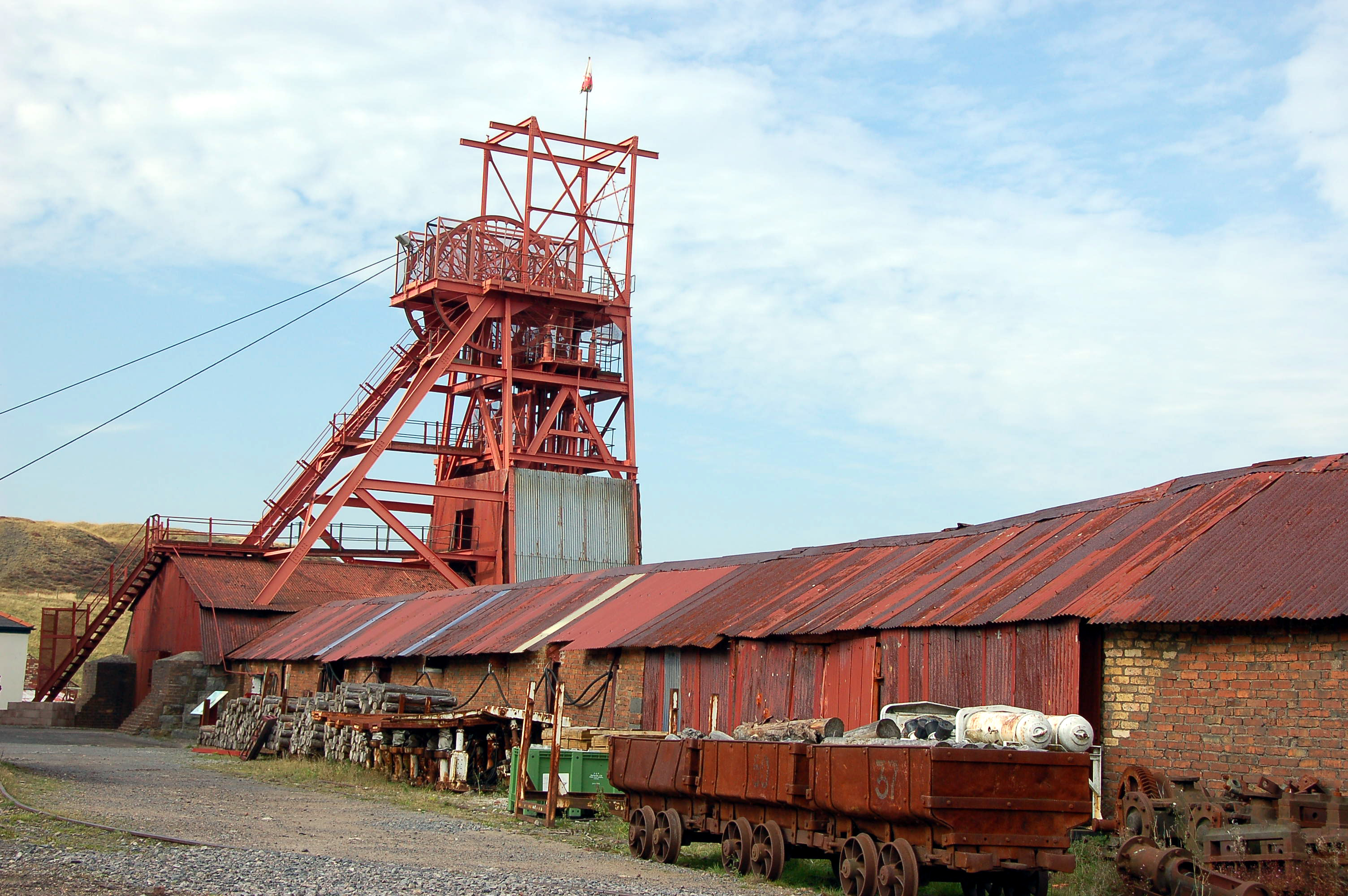
A vista a partir de Ebbw Vale no Sul do país de Gales Vales
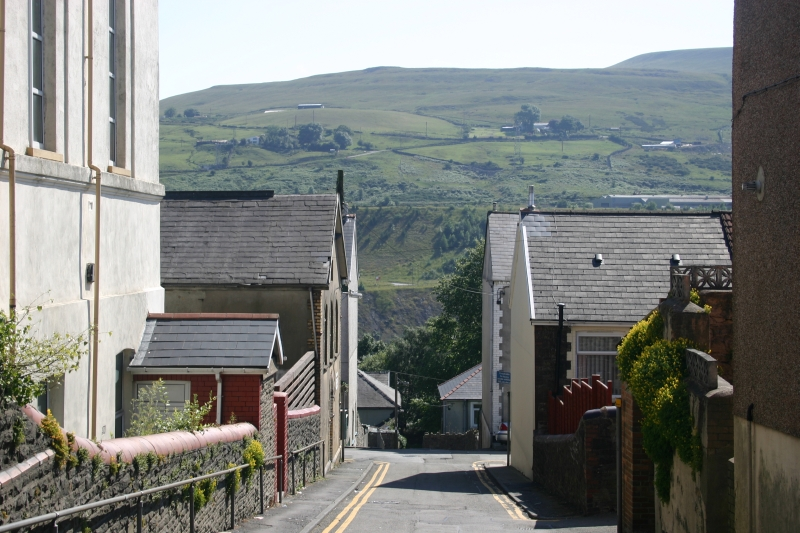
Gales do sul Costa com vista para o Canal de Bristol em Llantwit Major
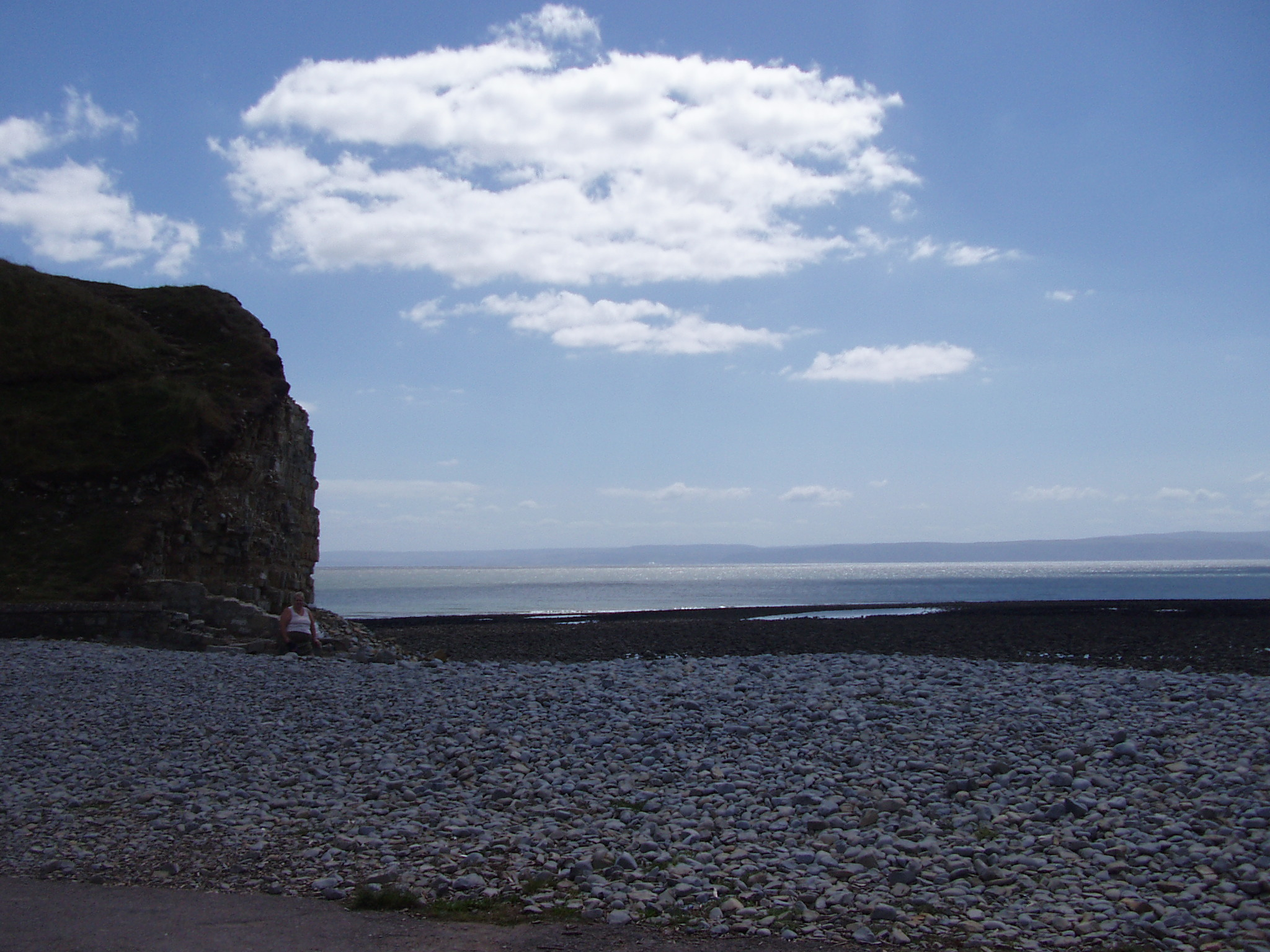
Sunny Porthcawl, mostrando o beira-mar
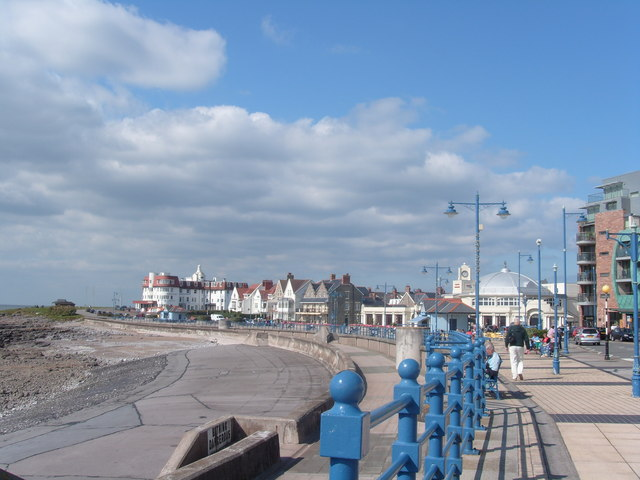